# Strukturmuster
Strukturmuster (englisch structural design patterns) bilden in der Softwareentwicklung Entwurfsmuster, die durch Herstellen von Beziehungen zwischen Entitäten den Entwurf der Software erleichtern.
Beispiele für Strukturmuster sind
- Adapter: adaptiert eine Schnittstelle für eine Klasse in eine andere, die der Client erwartet:
  - Adapter-Pipeline: Verwendet mehrere Adapter, um so den Code auszutesten.[2]
  - Nachrüstungsschnittstellenmuster (engl. retrofit interface pattern)[3][4]: Besteht aus einem Adapter, der gleichzeitig als eine neue Schnittstelle für mehrere Klassen verwendet wird.
- Aggregat: Ist eine Version des Kompositum, die zusätzlich Methoden zur Gruppierung von abgeleiteten Klassen, sprich Nachkommen zur Verfügung stellt
- Die Brücke: Entkoppelt eine Abstraktion und deren Implementation, sodass beide sich unabhängig voneinander weiterentwickeln können
  - Grabstein: Ein „Nachschlagsobjekt“, das den richtigen Ort des Objekts kennt.[5]
- Dekorierer: Ermöglicht der Klasse zusätzliche Funktionalität während der Laufzeit hinzuzufügen, wobei durch Ableiten die Klassenanzahl exponentiell ansteigt.
- Erweiterbarkeit: eine Art von Framework, das komplexen Code hinter einer vereinfachten Schnittstelle verbirgt
- Fassade: Erzeugt eine vereinfachte Schnittstelle einer anderen Schnittstelle, um die Benutzung letzterer zu vereinfachen.
- Fliegengewicht: Bei diesem Muster teilen sich eine große Anzahl von Objekten ein Objekt der allgemeinen Eigenschaften, um Sicherungsspeicher einzusparen
- Kompositum: Eine Baumstruktur von Objekten, in der jedes Objekt dieselbe Schnittstelle verwendet.
- Pipes und Filter: Ist eine Prozesskette, in der die Ausgabe von jedem Prozess die Eingabe des nächsten Prozesses ist.
- Privatklassendaten (engl. private class data pattern): Schränkt den Zugriff des Accessor/Mutator ein.
- Stellvertreter: Hier fungiert eine Klasse als eine Schnittstelle für etwas anderes.